# Atractus loveridgei
Atractus loveridgei — вид змій родини полозових (Colubridae). Ендемік Колумбії. Вид названий на честь британського герпетолога Артура Лавріджа.

## Поширення і екологія
Atractus loveridgei мешкають в горах Колумбійських Анд на півдні департаменту Антіокія. Вони живуть в тропічних лісах.